# Železniční nehoda u Stéblové
Železniční nehoda u Stéblové je dosud nejtragičtější nehoda v dějinách české železniční dopravy. Došlo k ní v pondělí 14. listopadu 1960 v podvečerních hodinách na trati Pardubice – Hradec Králové (dnes označena jako Trať 031) přibližně 1 500 metrů od stanice Stéblová směrem na Pardubice, když se čelně srazil osobní vlak 608 Liberec – Pardubice s osobním vlakem 653 Pardubice – Hradec Králové. Následky srážky ještě zhoršil požár, který vypukl poté, co žhavé uhlí vysypané z topeniště parní lokomotivy vlaku 608 zapálilo naftu unikající z motorového vozu, který vedl vlak 653. Celkem si neštěstí vyžádalo 118 mrtvých a 110 zraněných, některé zdroje uvádějí 110 mrtvých a 106 zraněných. Viníky nehody byli shledáni členové posádky vlaku 608, který odjel ze stanice Stéblová bez svolení výpravčího, projel okolo návěsti „Stůj!“ na odjezdovém návěstidle, řízl výhybku č.1 na pardubickém zhlaví a pokračoval v jízdě na trať. Byli odsouzeni k několikaletým trestům odnětí svobody. Tehdejší média, podléhající komunistické straně, přinesla o této nehodě (stejně jako o jiných podobných událostech v socialistických zemích) pouze stručné informace.

## Havarované vlaky
Osobní vlak 608 jel z Liberce přes Hradec Králové do Pardubic. Byl tažen parní lokomotivou depa Hradec Králové 354.7128, kterou obsluhovali strojvedoucí a jeho pomocník z téhož depa. Za lokomotivou byl řazen poštovní vůz řady F 9-2236, nákladní vůz řady Ztr 1-36700, osobní vůz řady Bi 3-3323, služební vůz Dd 7-2286 a dalších osm osobních vozů. Vlakovou četu tvořili vlakvedoucí, starší průvodčí, mladší průvodčí a vlakový manipulant.
Osobní vlak 653 jel z Pardubic do Hradce Králové. Byl tažen motorovým vozem M 131.1272, za nímž byly řazeny čtyři osobní vozy (Blm 5-2338, Blm 5-2333, BDlm 6-6890, BDlm 6-6899) a na konci motorový vůz M 131.1327. Strojní četu každého z motorových vozů tvořil jeden strojvedoucí, vlak doprovázeli vlakvedoucí a průvodčí.
Oba vlaky se měly na jednokolejné trati podle grafikonu křižovat ve stanici Stéblová, která má tři dopravní koleje a tehdy byla zabezpečena mechanickým zabezpečovacím zařízením s ústředním stavědlem a mechanickým vjezdovými a odjezdovými návěstidly i předvěstmi.

## Průběh nehody

### Události před nehodou
V 17:22 vyjel z Pardubic se zpožděním 1 minuta vlak 653. V 17:25 vyjel z Hradce Králové vlak 608, který měl zpoždění 7 minut kvůli čekání na zpožděný protijedoucí vlak 609. V 17:35 postavil výpravčí stanice Stéblová vlaku 608 vlakovou cestu na 1. staniční kolej, vlaku 653 určil cestu do odbočky na 2. staniční kolej, ačkoli obvykle tomu bylo obráceně. V 17:40 zastavil ve Stéblové vlak 608. Výpravčí vyšel z dopravní kanceláře, po chvilce se však vrátil, aby postavil vlakovou cestu pro vlak 653. Výhybkář odešel přestavit výhybku číslo 4 pro odjezd vlaku 653 a zvednout závory po průjezdu vlaku 608. Výpravčí zatím dal telefonickou odhlášku za vlakem 608 na hlásku Čeperka a postavil vjezdovou cestu pro vlak 653.

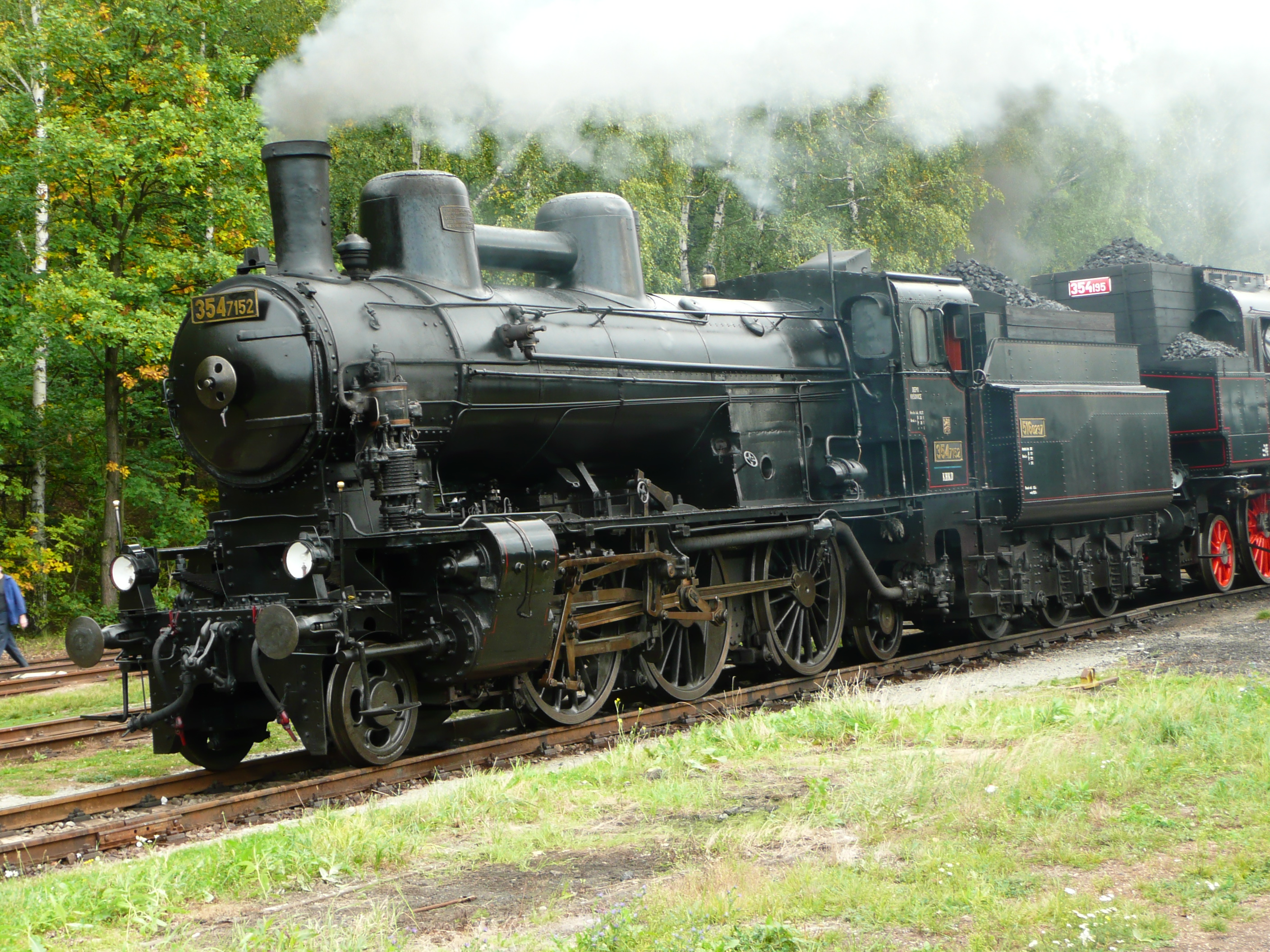
Lokomotiva řady 354.7

Přesný průběh následujících událostí ve stanici Stéblová nebyl nikdy objasněn, přestože je klíčový pro zjištění příčiny neštěstí. Ze zadního vozu vystoupil starší průvodčí, z jednoho z prostředních vozů mladší průvodčí. Starší průvodčí pak údajně zahlédl u dopravní kanceláře zelené světlo, které mělo signalizovat „povolení k odjezdu“ a pak „odjezd“ (později změnil výpověď s tím, že viděl jen mihnutí zeleného světla). Tuto návěst předal mladšímu průvodčímu a zavolal: „Nastupte, dává odjezd!“ Protože byla tma a navíc hustá mlha s viditelností jen asi 50 metrů, nebyl schopen identifikovat, zda světlo opravdu pochází od výpravčího – ten se však zrovna nacházel v dopravní kanceláři.
Pro přiblížení situace je třeba vzít v úvahu následující fakta:
- viditelnost: cca 50 m (tma, mlha)
- vzdálenost konce stojícího vlaku 608 od stanoviště výpravčího: cca 10 m
- délka soupravy vlaku 608 včetně lokomotivy: cca 170 m
- vzdálenost od stanoviště výpravčího k odjezdovému návěstidlu: cca 590 m
- vzdálenost železničního přejezdu se závorami (stanoviště č. 10) od místa střetu: cca 1 900 m
- vzdálenost čela stojícího vlaku 608 od místa střetu: cca 1 550 m

Mladší průvodčí, přestože světlo neviděl, předal návěst lokomotivě. Návěst k odjezdu převzal také vlakvedoucí ve služebním voze, přestože on sám pravděpodobně žádné zelené světlo neviděl. Někteří cestující rovněž později uvedli, že zahlédli zelené světlo, ale nebyli si zcela jisti. Původ zeleného světla (pokud opravdu nějaké bylo) nebyl nikdy zjištěn, mohlo pocházet ze svítilny mladšího průvodčího, která měla barevné filtry včetně zelené, méně pravděpodobná je možnost cestujícího se svítilnou, cyklisty nebo svítilny některého výhybkáře (ti však u sebe svítilny neměli).
Strojvedoucí (přestože ani on zelené světlo neviděl) po opakovaném zavolání „odjezd“ rozjel vlak. Topič právě přikládal do kotle a hlásil nedostatek vody, takže si nevšiml odjezdového návěstidla v poloze „Stůj“, přestože to bylo jeho povinností. Rovněž vlakvedoucí nesledoval odjezdové návěstidlo, ani polohu výhybky č. 1 (postavené pro vlak 653 do odbočky na 2. kolej), kterou vlak při odjezdu „rozřízl“. Vlakvedoucí si vzpomněl, že ve Stéblové se má vlak 608 křižovat s protijedoucím vlakem 653, ale domníval se, že křižování bylo přeloženo do stanice Rosice nad Labem. Když výpravčí uviděl, že se vlak 608 rozjíždí, vyběhl z kanceláře a začal mu svítilnou i pískáním na dvě píšťalky dávat návěst „stůj, zastavte všemi prostředky“. Návěsti dávané vlaku ze stanice měl sledovat starší průvodčí, ten však místo toho kontroloval jízdenky. Jeden z výhybkářů se snažil dohnat vlak na kole, ale neúspěšně. Výpravčí se ještě pokusil telefonicky spojit se stanovištěm č. 10, které mělo na starosti obsluhu závor na přejezdu mezi Stéblovou a Semtínem, a požádat ho o zastavení vlaku 653, ale strážník tratě zvedl telefon až po průjezdu tohoto vlaku. Pak výhybkář ve Stéblové informoval výpravčího ze stanoviště č. 1 (na pardubickém zhlaví), že vlak 608 projel.

### Srážka
Ke srážce vlaků 608 a 653 došlo na 8,055. kilometru tratě v 17:42 (některé zdroje uvádějí 17:44). Parní vlak 608 jel rychlostí asi 55 km/h, motorový vlak 653 rychlostí 60 km/h. Oba strojvedoucí se na poslední chvíli snažili zpomalit, ale bylo už pozdě.
Strojní četa vlaku 608 vyvázla bez zranění, protože ji ochránil dlouhý kotel parní lokomotivy. První vůz tohoto vlaku (poštovní) byl vážně poškozen, ale nevykolejil. Druhý vůz (nákladní) se vzpříčil a zdemoloval poštovní vůz před sebou. Třetí vůz (první osobní) byl téměř zcela zdemolován čtvrtým (služebním) vozem a bylo v něm nejvíce obětí mezi cestujícími vlaku 608. Do čtvrtého vozu najel zezadu pátý (osobní) vůz. Zbylých sedm osobních vozů bylo již méně poškozeno nebo zcela bez poškození.
Vlak 653 byl poškozen mnohem více. První motorový vůz byl vyzdvižen na čelo parní lokomotivy vlaku 608. První přípojný vůz najel setrvačností na bok parní lokomotivy, další tři vozy byly natlačeny na přední motorový vůz a zcela rozdrceny. Zadní motorový vůz se odtrhl a zůstal stát na trati.
Aby nedošlo k výbuchu parní lokomotivy, strojová četa vysypala z kotle žhavé uhlí, které však zapálilo naftu unikající z motorového vozu a došlo k požáru motorového vlaku, při němž dosahovaly plameny výšky až čtyř metrů.

### Záchranná akce
Záchranná akce začala kolem 18. hodiny. Na místě zasahovali zdravotníci z Pardubic a Hradce Králové, příslušníci Veřejné bezpečnosti, vojáci z okolních vojenských útvarů, pomáhali i obyvatelé Stéblové. Na místě bylo zřízeno polní obvaziště, kde se poskytovala první pomoc. Sanitky rozvážely raněné do zdravotnických zařízení v Pardubicích a Hradci Králové, kde se operovalo i v porodnici. Na místo byly vyslány také nehodové vlaky s jeřáby na odklízení trosek.
Většina živých byla vyproštěna do 20. hodiny, poslední živý člověk byl pod troskami nalezen až kolem 23 hodin, ten však zemřel po převozu do nemocnice. 15. listopadu kolem 11:30 byly následky nehody odklizeny, ve 12:30 projel po trati první pravidelný osobní vlak. Celkem muselo být zrušeno 5 rychlíkových, 21 osobních a 7 nákladních spojů.
Celkem si neštěstí vyžádalo 118 mrtvých a 110 těžce zraněných (některé zdroje uvádějí 110 mrtvých a 106 těžce zraněných). Některé oběti se nepodařilo identifikovat, těla tří obětí nebyla nalezena. Škoda na vlacích byla vyčíslena na 477 000 tehdejších Kčs.

## Důsledky nehody

### Soudní přelíčení
Již v noci po nehodě začalo vyšetřování nehody. Byla ustavena vládní vyšetřovací komise, která 30. listopadu vydala zprávu, v níž konstatovala hrubé porušení základních pravidel železniční dopravy. Soudní přelíčení s viníky probíhalo u krajského soudu v Hradci Králové od 8. února do 11. února 1961. Členové posádky vlaku 608 byli odsouzeni k následujícím trestům odnětí svobody:
- vlakvedoucí na 5,5 roku nepodmíněně
- strojvedoucí na 4,5 roku nepodmíněně (po 3 letech byl propuštěn)
- starší průvodčí na 4 roky nepodmíněně
- pomocník strojvedoucího na 1,5 roku nepodmíněně
- mladší průvodčí na 1 rok s podmíněným odkladem

Všichni odsouzení navíc dostali zákaz výkonu povolání na několik let.
Manipulant byl zproštěn obvinění.

### Zpráva v tehdejších médiích
15. listopadu byla vydána úřední zpráva ČTK, kterou o den později otiskl tehdejší ústřední tiskový orgán KSČ, deník Rudé právo, formou oficiální zprávy vlády ČSSR. Zpráva stručně shrnovala počet obětí, uváděla vysoce postavené politiky, kteří se dostavili k místu neštěstí a informovala o ustavení vládní vyšetřovací komise. Její zpráva z 30. listopadu 1960, která shrnovala výsledky šetření, byla zveřejněna v Rudém právu o den později. Po ukončení soudního přelíčení zveřejnilo Rudé právo 14. února 1961 stručnou zprávu ČTK z předchozího dne o vynesení rozsudků.

### Památník

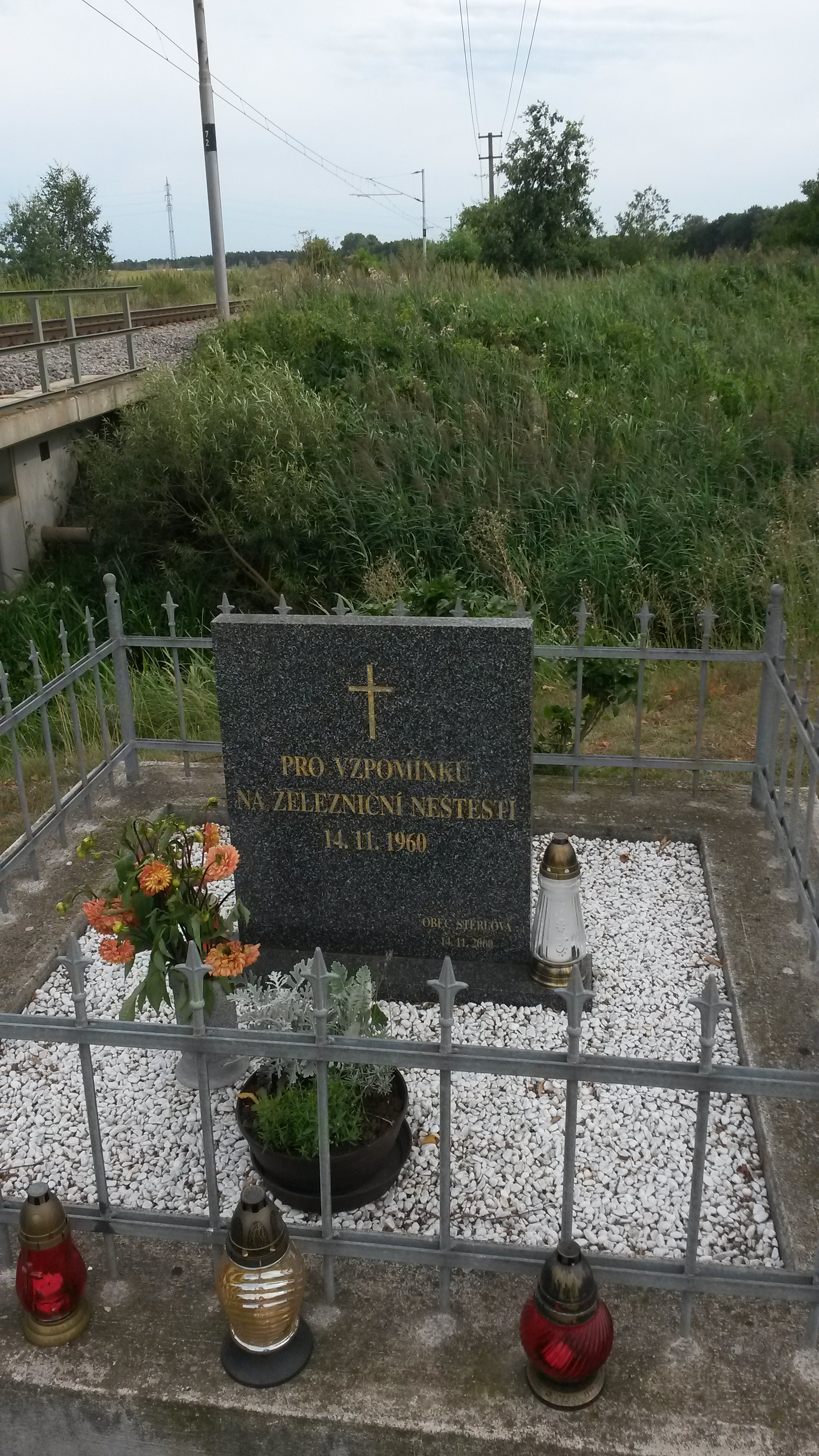
Památník u trati směr Pardubice

Na místě nehody byl vztyčen kříž, který byl v březnu 1967 přemístěn asi 80 metrů od místa neštěstí a obehnán mřížkovým plotem.
U příležitosti 40. výročí neštěstí v roce 2000 proběhl pietní akt, v jehož rámci nechal obecní úřad ve Stéblové nahradit kříž (v té době již značně zchátralý a zrezivělý) černou žulovou deskou s nápisem „Pro vzpomínku na železniční neštěstí 14. 11. 1960. Obec Stéblová, 14. 11. 2000“, vsazenou do upraveného okolí.

## Nehoda v umění

### Zmínky v literatuře
Nehoda ve Stéblové se dostala i do fantastické literatury, například do povídky Tomáše Bandžucha Andělíčkářka, která vyšla v povídkové sbírce Legendy: Prokleté knihovny.